# CASCAR
CASCAR (pour Canadian Association for Stock Car Auto Racing) était un organisme canadien de sanction de course automobile fondé en 1981. À partir de 1988, il crée une série itinérante de stock car, d’abord en Ontario. Dans l’optique d’en faire éventuellement une série pancanadienne, elle ajoute des courses d’année en année et fait une première excursion hors de l’Ontario en 1991 en se produisant au Sanair Super Speedway de Saint-Pie au Québec. Dès 1993, elle s’aventure une première fois dans l’ouest en présentant trois courses en une semaine au Race City Speedway de Calgary en Alberta, au Bridge City Speedway (aujourd’hui connu sous le nom Auto Clearing Motor Speedway) de Saskatoon et au Kings Park Speedway de Regina, toutes deux en Saskatchewan.
À partir de 1994, CASCAR crée une série sœur dans l’ouest canadien, la CASCAR Western Series couvrant la Saskatchewan, l’Alberta et la Colombie-Britannique, alors que la série originale sera dorénavant connue comme la CASCAR Eastern Series, même si elle continuera de visiter Calgary à chaque année. Jusqu’en 1997, un système de pointage servira à déterminer un champion national.
En 1998, en plus des séries est et ouest, CASCAR crée une Super Série nationale de quatre courses, deux dans l’est, deux dans l’ouest, pour déterminer le champion national.
À partir de 2001, la série est allait être abandonnée pour faire place à la grande CASCAR Super Series nationale, une série d’une douzaine de courses, majoritairement présentées en Ontario, quelques-unes au Québec et deux dans l’ouest.
Principalement courues sur ovales, CASCAR fera tout de même la part belle aux circuits routiers, notamment à Mosport, au Grand Prix de Trois-Rivières, et aux Molson Indy de Toronto et Vancouver.
La série de l'ouest allait tout de même continuer jusqu'en 2006. Une série "Sportsman" allait aussi être créée de 2000 à 2006 dans l'est, essentiellement en Ontario.
CASCAR sera rachetée par NASCAR à la fin de la saison 2006 et deviendra, dès 2007, la  série NASCAR Canadian Tire.

## Liste des circuits ayant présenté des courses d'une ou plusieurs des séries CASCAR
| Années                     | Pistes                               | Localisation                        | Longueur                          |
| -------------------------- | ------------------------------------ | ----------------------------------- | --------------------------------- |
| 1988-2005                  | Delaware Speedway                    | Delaware, Ontario                   | 1/2 mille (805 m)                 |
| 1988-1989, 1991, 1998-2006 | Mosport International Raceway        | Bowmanville, Ontario                | 2,46 milles routier (3 950 m)     |
| 1988-1997, 2003            | Capital City Speedway                | Ashton, Ontario                     | 3/8 de mille (603 m)              |
| 1988-1989                  | Flamboro Speedway                    | Hamilton, Ontario                   | 1/3 de mille (536 m)              |
| 1989-2006                  | Cayuga Motor Speedway                | Hagersville, Ontario                | 5/8 de mille (1 006 m)            |
| 1989-1991, 1995            | Shannonville Motorsports Park        | Shannonville, Ontario               | 1,53 mille routier (2 462 m)      |
| 1989-1995, 2004-2006       | Barrie Speedway                      | Barrie, Ontario                     | 1/3 de mille (536 m)              |
| 1990                       | Exposition nationale canadienne      | Toronto, Ontario                    | 1/3 de mille (536 m)              |
| 1991-1992, 1996, 1999-2006 | Mosport Speedway                     | Bowmanville, Ontario                | 1/2 mille (805 m)                 |
| 1991, 1993-1999, 2001-2005 | Peterborough Speedway                | Peterborough, Ontario               | 1/3 de mille (536 m)              |
| 1991-1992                  | Windsor Speedway                     | Windsor, Ontario                    | 3/8 de mille (603 m)              |
| 1991                       | Sanair Super Speedway                | Saint-Pie-de-Bagot, Québec          | 9/10 de mille (trioval) (1 448 m) |
| 1993-2003, 2005-2006       | Autodrome St-Eustache                | Saint-Eustache, Québec              | 4/10 de mille ovale (644 m)       |
| 1993-2005                  | Race City Speedway                   | Calgary, Alberta                    | 1/2 mille (805 m)                 |
| 1993-2006                  | Auto Clearing Motor Speedway         | Saskatoon, Saskatchewan             | 1/3 de mille (536 m)              |
| 1993-1999                  | Kings Park Speedway                  | Regina, Saskatchewan                | 1/3 de mille (536 m)              |
| 1994-1999, 2002            | P.G.A.R.A. Speedway                  | Prince George, Colombie-Britannique | 3/8 de mille (603 m)              |
| 1994, 2002-2006            | Edmonton International Raceway       | Wetaskiwin, Alberta                 | 1/4 de mille (402 m)              |
| 1996                       | Sauble Speedway                      | Hepworth, Ontario                   | 1/4 de mille (402 m)              |
| 1996-1999, 2004            | Circuit Riverside Speedway Ste-Croix | Sainte-Croix, Québec                | 5/8 de mille (1 006 m)            |
| 1997-2000                  | Speedway 660                         | Geary, Nouveau-Brunswick            | 1/3 de mille (536 m)              |
| 1999-2005                  | Toronto Molson Indy                  | Toronto, Ontario                    | 1,75 mille routier (2 816 m)      |
| 2000                       | Autodrome Saguenay                   | Saguenay, Québec                    | 1/3 de mille (536 m)              |
| 1996-2000, 2006            | Edmonton Centre City Airport         | Edmonton, Alberta                   | 1,973 mille routier (3 175 m)     |
| 2001-2004                  | Molson Grand Prix of Vancouver       | Vancouver, Colombie-Britannique     | 1,781 mille routier (2 866 m)     |
| 2001, 2006                 | Grand Prix de Trois-Rivières         | Trois-Rivières, Québec              | 1,6 mille routier (2 570 m)       |
| 2002                       | Autodrome Montmagny                  | Montmagny, Québec                   | 3/8 de mille (603 m)              |
| 2002, 2004-2006            | Kawartha Speedway                    | Fraserville, Ontario                | 3/8 de mille (603 m)              |
| 2000-2006                  | Motoplex Speedway                    | Vernon, Colombie-Britannique        | 1/2 mille (805 m)                 |
| 2006                       | Circuit Gilles-Villeneuve            | Montréal, Québec                    | 2,7 milles routier (4 345 m)      |
| 1996-2000                  | Hythe Motor Speedway                 | Hythe, Alberta                      | 3/8 de mille (603 m)              |
| 1996-2003                  | Gold Plan Speedway                   | Quesnel, Colombie-Britannique       | 1/4 de mille (402 m)              |
| 1997, 2000                 | Medicine Hat Speedway                | Medicine Hat, Alberta               | 1/3 de mille (536 m)              |
| 2001-2002                  | Western Speedway                     | Victoria, Colombie-Britannique      | 4/10 de mille (644 m)             |
| 2001                       | Motorfest Manitoba                   | Winnipeg, Manitoba                  | 1,1 mille routier (1 770 m)       |
| 2004-2005                  | Penticton Speedway                   | Penticton, Colombie-Britannique     | 1/4 de mille (402 m)              |

## Champions CASCAR Super Series
- 2006 J.R. Fitzpatrick[2]
- 2005 Don Thomson, Jr.
- 2004 Don Thomson, Jr.
- 2003 Don Thomson, Jr.
- 2002 Don Thomson, Jr.
- 2001 Don Thomson, Jr.
- 2000 Peter Gibbons
- 1999 Peter Gibbons
- 1998 Dave Whitlock

## Champions CASCAR Eastern Series
- 2000 Don Thomson, Jr.
- 1999 Don Thomson, Jr.
- 1998 Ron Beauchamp, Jr.
- 1997 Peter Gibbons
- 1996 Dan Shirtliff
- 1995 Sean Dupuis
- 1994 Mark Dilley
- 1993 Kerry Micks
- 1992 Steve Robblee
- 1991 Dave Whitlock
- 1990 Wayne Keeling
- 1989 Steve Robblee
- 1988 Andy Farr

## Champions CASCAR Western Series
- 2006 Jim White
- 2005 Kevin Dowler
- 2004 Kevin Dowler
- 2003 Kevin Dowler
- 2002 Daryl Harr
- 2001 Carl Harr
- 2000 Kevin Dowler
- 1999 Steve Jefferson
- 1998 Wade Lee
- 1997 Dan Shirley
- 1996 Wade Lee
- 1995 Wade Lee
- 1994 Kevin Dowler

## Champions CASCAR Sportsman Series
- 2006 Shawn McGlynn
- 2005 Dion Verhoeven
- 2004 Brad Graham
- 2003 Steve Robblee
- 2002 Steve Robblee
- 2001 Steve Robblee
- 2000 Steve Robblee